# Metzger, Oregon
Metzger là một khu thống kê nằm trong quận Washington, tiểu bang Oregon,  Hoa Kỳ.  Theo điều tra dân số Hoa Kỳ năm 2000, dân số là 3.354. Tên của nó được lấy từ tiếng Đức có nghĩa là "đồ tễ".

## Lịch sử
Henry Metzger đặt nền móng cho cộng đồng Metzger vào năm 1910. Nhánh phía nam của Đường xe điện Oregon đi qua cộng đồng này và có một trạm dừng nằm phía ngoài Đường Locust, phía đông Đường Jefferson.

## Địa lý
Metzger nằm ở vị trí 45°26′53″B 122°45′37″T / 45,44806°B 122,76028°TĐã đưa tham số không hợp lệ vào hàm {{#coordinates:}} (45.448140, -122.760307)1.
Theo Cục điều tra dân số Hoa Kỳ, khu thống kê này có tổng diện tích 0,7 dặm vuông Anh (1,9 km²), tất cả đều là đất.
Quảng trường Washington, một trung tâm mua sắm chính, nằm ngay phía tây của Metzger.